# Chlorophyta (classification phylogénétique)
Pour l'article général, voir Chlorophyta.
Cette page a pour objet de présenter un arbre phylogénétique des Chlorophyta stricto sensu (Chlorophytes, Algues vertes), c'est-à-dire un cladogramme mettant en  lumière les relations de parenté existant entre leurs différents groupes (ou taxa), telles que les dernières analyses reconnues les proposent. Ce n'est qu'une possibilité, et les principaux débats qui subsistent au sein de la communauté scientifique sont brièvement présentés ci-dessous, avant la bibliographie.

## Arbre phylogénétique
Le cladogramme présenté ici ne possède qu'une valeur indicative. Il n'est pas forcément consensuel, et on peut toujours se référer à la bibliographie au bas de l'article.
Le symbole ▲ renvoie à la partie immédiatement supérieure de l'arbre phylogénétique du vivant. Le signe ► renvoie à la classification phylogénétique du groupe considéré. Tout nœud de l'arbre portant plus de deux branches montre une indétermination de la phylogénie interne du groupe considéré.
Les habitudes typographiques des botanistes et des zoologistes sont différentes. Ici, par commodité de lecture, et certains groupes actuels relevant des deux domaines traditionnels, les noms de taxons supérieurs au genre sont tous écrits en caractères droits, les noms de genres ou d'espèces en italiques.
À la suite d'un taxon, sa période d'apparition, quand elle est connue, peut être indiquée suivant la légende suivante :
(Plé) : Pléistocène ; (Pli) : Pliocène ; (Mio) : Miocène ; (Oli) : Oligocène ; (Éoc) : Éocène ; (Pal) : Paléocène ; (Cré) : Crétacé ; (Jur) : Jurassique ; (Tri) : Trias ; (Per) : Permien ; (Car) : Carbonifère ; (Dév) : Dévonien ; (Sil) : Silurien ; (Ord) : Ordovicien ; (Camb) : Cambrien ; (Edi) : Édiacarien. Pour plus de précision si possible, (-) : inférieur ; (~) : moyen ; (+) : supérieur.

```
 
▲

 └─o 
Chlorophyta
 
s.s.

   ├─? 
Pedinophyceae

   └─o
     ├─o 
Pyramimonadales

     └─o
       ├─o 
Mamiellales

       └─o
         ├─o 
Pseudoscourfieldiales

         └─o
           ├─o 
Chlorodendrales

           └─o groupe chlorophyte
             ├─o 
Ulvophyceae

             └─o
               ├─o 
Trebouxiophyceae

               └─o 
Chlorophyceae
```

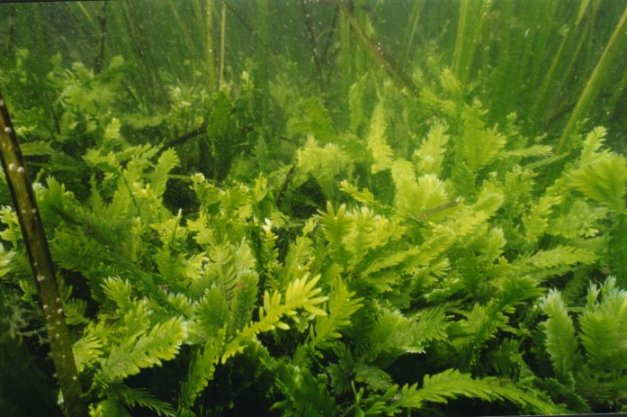
Caulerpa taxifolia (Ulvophyceae, Caulerpales, Caulerpaceae)
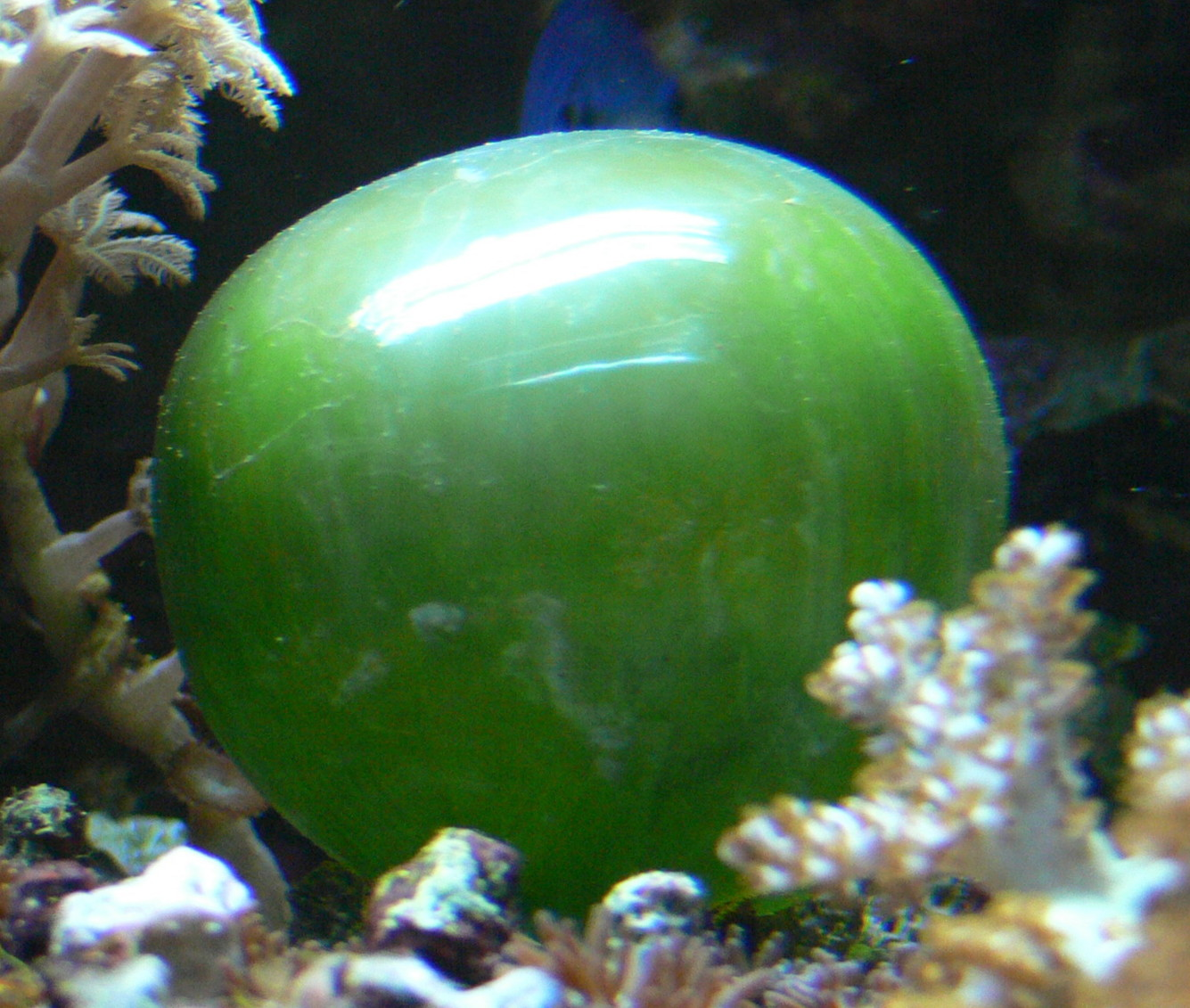
Ventricaria ventricosa (Chlorophyceae)
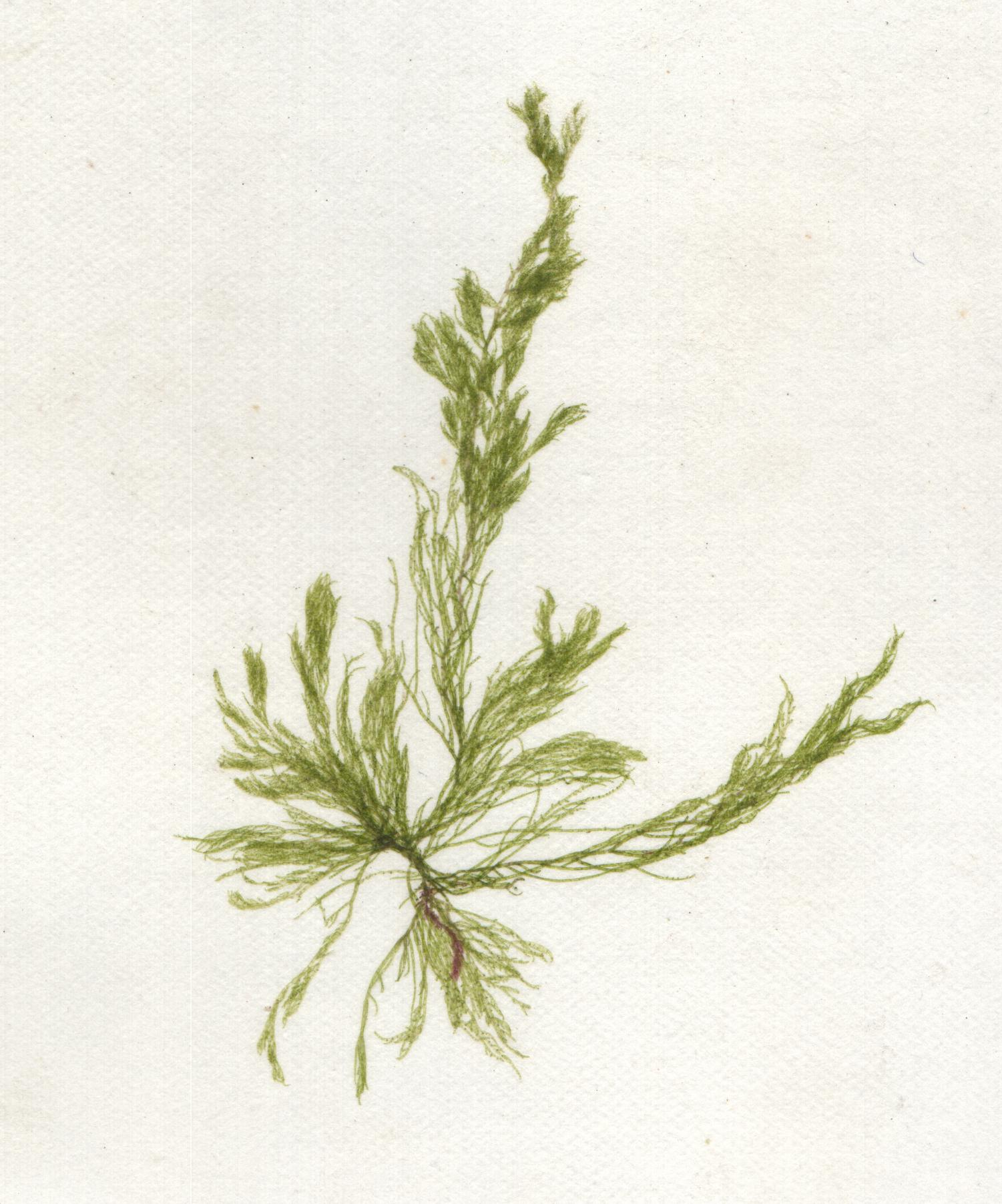
Cladophora sp. (Ulvophyceae, Cladophorales)
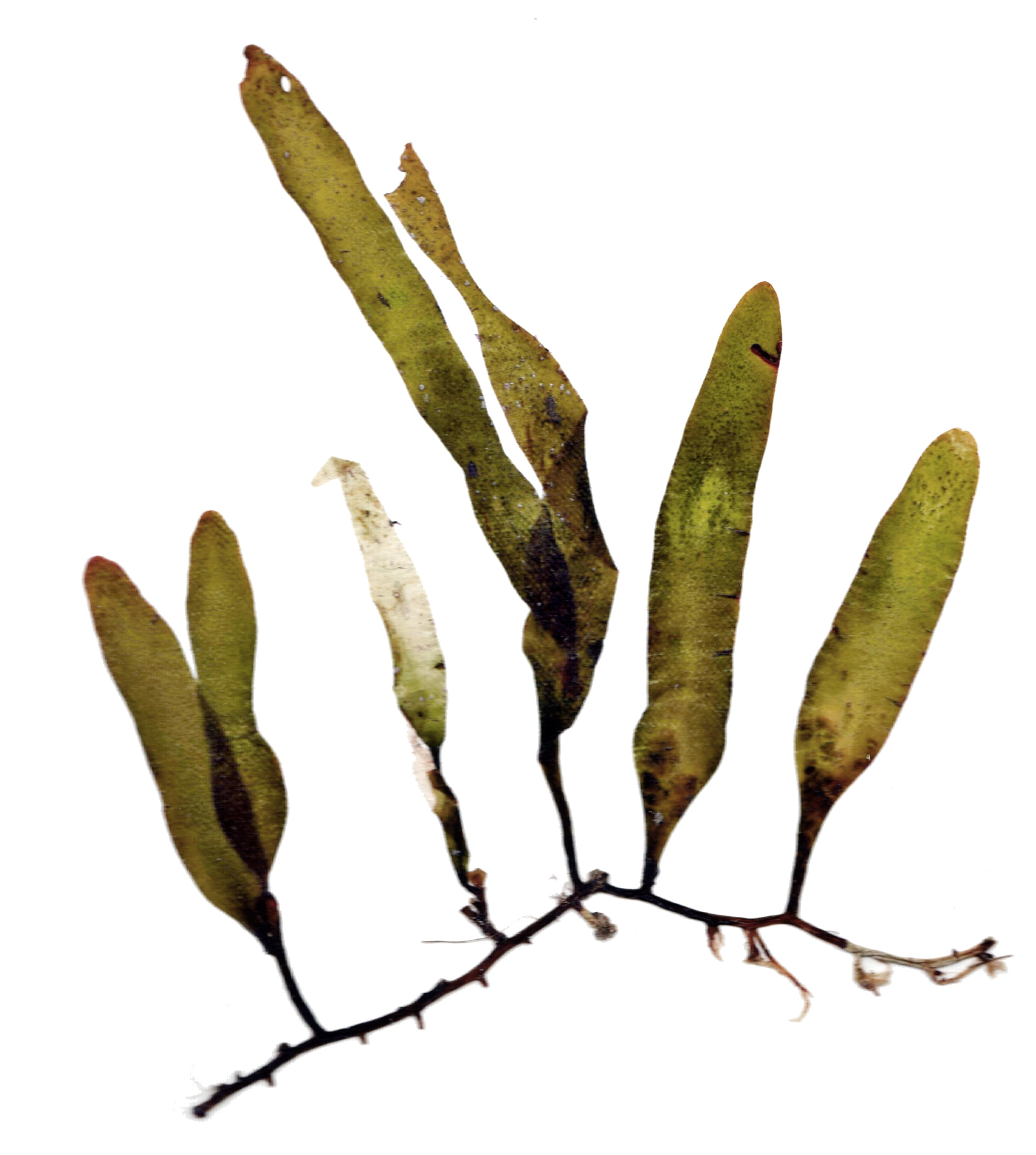
Caulerpa prolifera (Ulvophyceae, Caulerpales, Caulerpaceae)
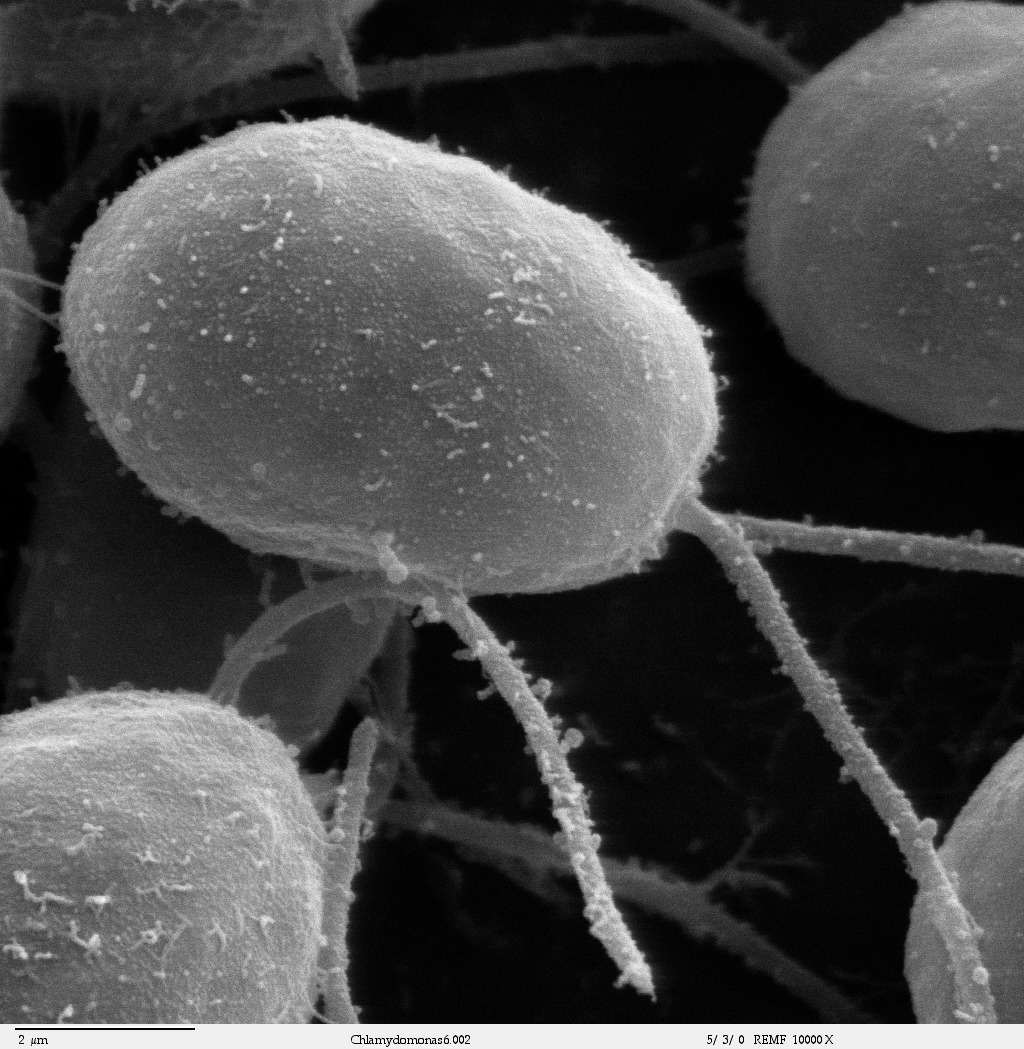
Chlamydomonas sp. (Chlamydomonadaceae) (×10000)
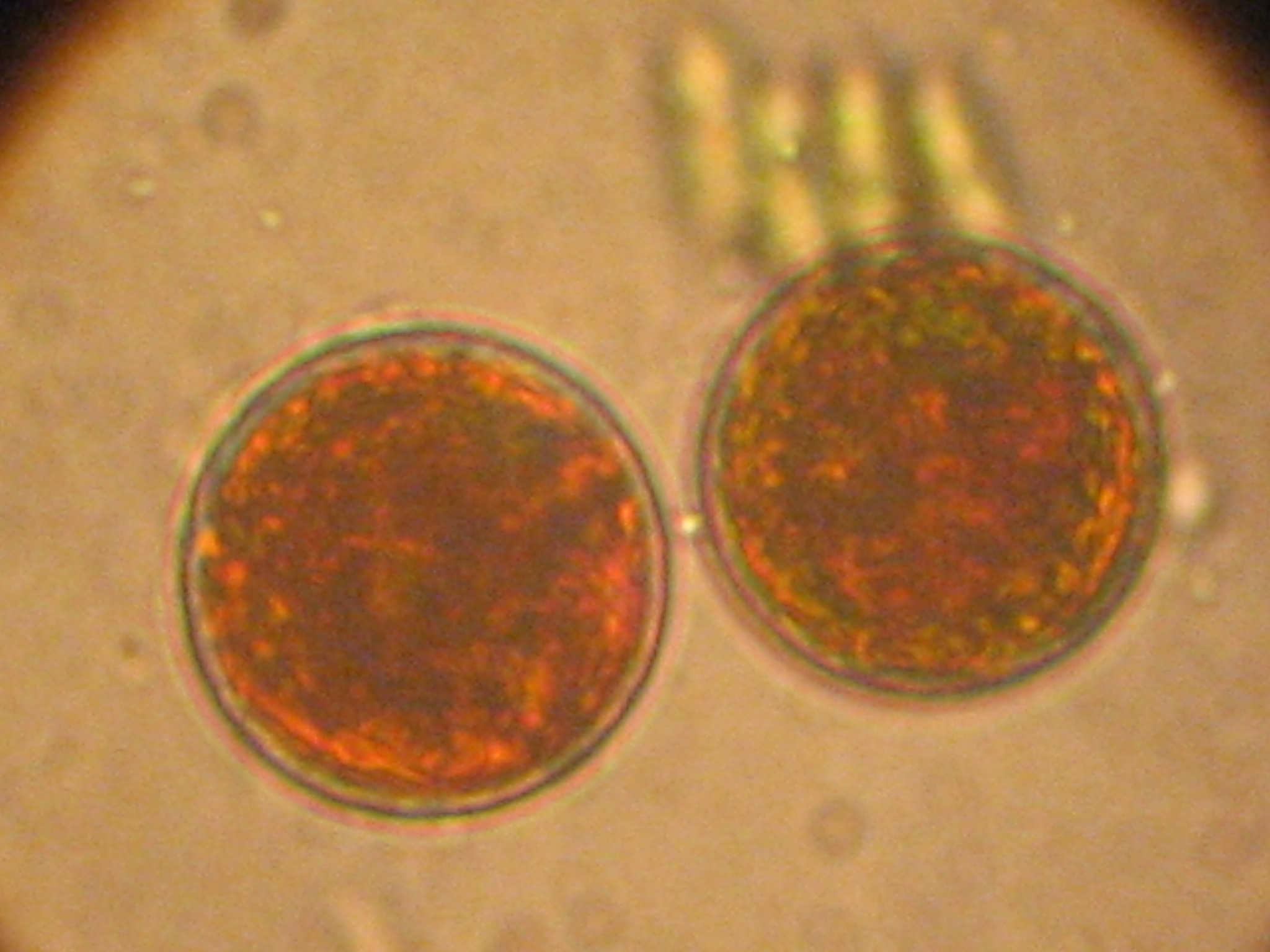
Haematococcus sp. (Chlorophyceae)

## Débat scientifique relatif à la phylogénie desChlorophyta
Il s'agit ici des Chlorophytes au sens strict, c'est-à-dire ne comportant pas les algues charophytes, phylogénétiquement plus proches des Embryophytes. Le cladogramme présenté ici suit, pour les niveaux supérieurs, l'article de Lewis et McCourt (2004) cité en bas de page. Les Prasinophycées sont paraphylétiques : elles comportaient les groupes qui figurent à la base de l'arbre, des Pédinophycées aux Chlorodendrales, plus les Mésostigmatophycées sans doute plus proches des Charophytes.
En attendant mieux, la liste des ordres et familles du « groupe chlorophyte » (les Ulvophyta de Lecointre et Le Guyader) est classique et indicative, les taxons des Chlorophycées, notamment, devant être largement paraphylétiques.
Quelques questions à évoquer :
- la place des Mésostigmatophycées, anciennement partie des Prasinophycées, soit à la base des Charophytes (= Streptophytes), soit comme groupe-frère de toutes les autres Viridiplantae ;
- le détail de la phylogénie des anciennes Prasinophycées, et notamment la place des Pédinophycées (à la base des Chlorophytes, selon arbre ci-dessus, ou groupe-frère des Mamiellales, ou ...), et, en leur sein ou pas, des Scourfieldiales ;
- le détail de la phylogénie du « groupe chlorophyte » (les trois classes « supérieures »), jusqu'au niveau des genres et espèces, parfois éclatés entre plusieurs familles au vu des analyses moléculaires (notamment chez les Chlorophycées) ;

## En savoir plus

### Sources bibliographiques de référence
- Louise A. Lewis, Richard M. McCourt : « Green Algae and the Origin of Land Plants », American Journal of Botany, vol. 91, n°10, 2004, pp. 1535–1556
- Bruno de Reviers : Biologie et phylogénie des algues. Tome 2, Belin (Belin Sup Sciences), Paris, 2003,  (ISBN 2-7011-3512-5)
- Guillaume Lecointre et Hervé Le Guyader, Classification phylogénétique du vivant, Belin, Paris, 2001-2006³,  (ISBN 2-7011-4273-3)

### Autres sources bibliographiques
- J. Cabioc'h, J.Y. Floc'h, A. Le Toquin et C.F. Boudouresque, Guide des algues des mers d'Europe, Delachaux et Niestlé, 2006,  (ISBN 260301384X).

### Sources internet
- Algaebase.org
- Mikko's Phylogeny Archive
- The Taxonomicon
- Palaeos.org
- Micro*scope
- NCBI Taxonomy Browser
- The Tree of Life Web Project